# Caulokaempferia satunensis
Caulokaempferia satunensis är en enhjärtbladig växtart som beskrevs av Chayan Picheansoonthon. Caulokaempferia satunensis ingår i släktet Caulokaempferia och familjen Zingiberaceae.
Artens utbredningsområde är Thailand. Inga underarter finns listade i Catalogue of Life.